# Campionati europei di beach volley 1998
I Campionati europei di beach volley 1998 si sono svolti ad agosto 1998 a Rodi in Grecia.

## Podi
| Evento                      | Oro                                 | Argento                                         | Bronzo                                   |
| Torneo maschile (dettagli)  | Svizzera Martin Laciga Paul Laciga  | Norvegia Jan Kvalheim Bjørn Maaseide            | Norvegia Vegard Høidalen Jørre Kjemperud |
| Torneo femminile (dettagli) | Rep. Ceca Eva Celbová Sona Novaková | Paesi Bassi Debora Schoon-Kadijk Rebekka Kadijk | Italia Laura Bruschini Annamaria Solazzi |

## Medagliere
| Posizione | Nazione     | Oro | Argento | Bronzo | Totale |
| --------- | ----------- | --- | ------- | ------ | ------ |
| 1         | Rep. Ceca   | 1   | 0       | 0      | 1      |
| 1         | Svizzera    | 1   | 0       | 0      | 1      |
| 3         | Norvegia    | 0   | 1       | 1      | 2      |
| 4         | Paesi Bassi | 0   | 1       | 0      | 1      |
| 5         | Italia      | 0   | 0       | 1      | 1      |
| Totale    | Totale      | 2   | 2       | 2      | 6      |